# Le streghe
Le streghe is een Italiaanse episodefilm uit 1967.

## Verhaal
De film bestaat uit vijf segmenten, die over heksen handelen. In La strega bruciata viva nodigt een actrice de pers voor een paar dagen uit in een hotel in de bergen. In Senso civico zit een vrouw vast in het verkeer door een ongeval. In La terra vista dalla luna zoekt een man met zijn zoon een vervangster voor zijn vrouw. In La siciliana neemt een vrouw revanche op haar man. In Una sera come le altre klaagt een vrouw tegen haar man over haar saaie huwelijk.

## Rolverdeling
| Acteur            | Personage                                                   |
| ----------------- | ----------------------------------------------------------- |
| Silvana Mangano   | Gloria / Gehaaste vrouw / Assurdina Caì / Nunzia / Giovanna |
| Annie Girardot    | Valeria                                                     |
| Francisco Rabal   | Paolo                                                       |
| Massimo Girotti   | Atleet                                                      |
| Véronique Vendell | Jong vriendinnetje                                          |
| Elsa Albani       | Roddelaarster                                               |
| Clara Calamai     | Oud-actrice                                                 |
| Marilù Tolo       | Serveerster                                                 |
| Nora Ricci        | Secretaresse van Gloria                                     |
| Dino Mele         | Ober                                                        |
| Helmut Berger     | Jongeman in het hotel                                       |
| Bruno Filippini   | Zanger                                                      |
| Lesli French      | Industrieel                                                 |
| Alberto Sordi     | Elio Ferocci                                                |
| Totò              | Ciancitato Miao                                             |
| Ninetto Davoli    | Baciu Miao                                                  |
| Laura Betti       | Toerist                                                     |
| Luigi Leoni       | Toeriste                                                    |
| Clint Eastwood    | Carlo                                                       |
| Valentino Macchi  | Man in het stadion                                          |